# أحمد قراطة
أحمد عبدالواحد قراطة (مواليد 1 يناير 1964) سياسي بحريني. النائب الثاني لرئيس مجلس النواب منذ 12 ديسمبر 2022 وكان قبلها عضواً في مجلس النواب خلال الفترة 24 سبتمبر 2011 حتى 12 ديسمبر 2018.

## السيرة
ولد قراطة في 1 يناير 1964. حصل على شهادة الثانوية العام عام 1983 وبكالوريوس إدارة الأعمال عام 1987 ودبلوم إدارة التسويق عام 1988 وماجستير في المالية والبنوك عام 1989.
عمل رئيس مجموعة التطوير الإداري في وزارة الكهرباء والماء. ثم عمل مشرف العلاقات الصناعية في جامعة البحرين من 1990 إلى 1993. ثم عمل مراقب الشئون المحلية بإدارة البحوث الاقتصادية بمؤسسة نقد البحرين من 1993 إلى 1997. ثم ترقى إلى مراقب الخدمات العامة بإدارة الشئون الإدارية من 1997 إلى 2002.
ترشح لأنتخابات مجلس النواب 2006 عن الدائرة الثانية في محافظة العاصمة حيث خسر في الأنتخابات بعد حصوله على 631 صوت بنسبة 13.48% بفارق 1905 عن مرشح جمعية الوفاق الوطني الإسلامية خليل المرزوق.
وكما ترشح لأنتخابات مجلس النواب 2010 عن الدائرة الثانية في محافظة العاصمة ولكن انسحب من التنافس على الفوز بمقعد الدائرة.
وكما ترشح لأنتخابات مجلس النواب التكميلية 2011 عن الدائرة الثانية في محافظة العاصمة وفاز في الأنتخابات حيث حصل على 791 صوت بنسبة 53.30%.
وكما ترشح لأنتخابات مجلس النواب 2014 عن الدائرة الثانية في محافظة العاصمة حيث حصل في الجولة الأولى التي أجريت يوم السبت 22 نوفمبر 2014 على المركز الأول ب946 صوت بنسبة 36.34% وفاز في جولة الإعادة التي أجريت يوم السبت 29 نوفمبر 2014 حيث حصل على 1224 صوت بنسبة 60.30%.
وكما ترشح لأنتخابات مجلس النواب 2022 عن الدائرة الثانية في محافظة العاصمة وحصل على المركز الأول ب1111 صوت بنسبة 41.41% في الجولة الأولى التي أجريت يوم السبت 12 نوفمبر 2022 وفاز في جولة الأعادة التي أجريت يوم السبت 19 نوفمبر 2022 حيث حصل على 1367 صوت بنسبة 68.66%
وفي يوم الأثنين 12 ديسمبر 2022 أنتخب نائباً ثانياً لرئيس مجلس النواب خلال الجلسة الأولى لمجلس النواب حيث فاز في جولة الأعادة بعد حصوله على 22 صوت مقابل 18 صوت لحسن بوخماس وكان أحمد قراطة قد حصل في الجولة الأولى على 16 صوت مقابل 19 صوت لحسن بوخماس و5 أصوات لعبدالله الرميحي